# Episode 1999
Pour les articles homonymes, voir Episode 1999.
Albums de Loaded
Dark Days
(2001)
Épisode 1999 : Live est un album live du groupe de rock alternatif américain Loaded, sorti en mai 1999. Le live a été enregistré au cours de deux concerts sur Los Angeles, en Californie. Il n’est pas seulement le premier album du groupe mais est aussi l’album avec le line-up de musicien de départ.

## Track listing
Toutes les chansons sont écrites et composées par Loaded /> (excepté la 10).
| 1.    | Sycophant                              | 2:13 |
| 2.    | Shinin' Down                           | 2:46 |
| 3.    | Seattle Head                           | 4:16 |
| 4.    | Superman                               | 3:11 |
| 5.    | Missing You                            | 5:18 |
| 6.    | Then and Now                           | 3:59 |
| 7.    | She's Got a Lot                        | 3:04 |
| 8.    | Mezz                                   | 4:56 |
| 9.    | Ridin' Home                            | 3:39 |
| 10.   | Raw Power (Iggy Pop, James Williamson) | 3:36 |
| 36:58 |                                        |      |

## Membres
Loaded
- Duff McKagan – voix, Basse
- Michael Barragan – guitare
- Dez Cadena – guitare
- Taz Bentley – batterie

Additional personnel
- Nick Raskulinecz – recording, mixing